# Италија на Зимским олимпијским играма 2018.
Италија учествује на Зимским олимпијским играма 2018. које се одржавају у Пјонгчанг у Јужној Кореји од 9. до 25. фебруара 2018. године. Олимпијски комитет Италије послао је 122 квалификованих спортиста у четрнаест спортова. 

## Освајачи медаља

### Злато
- Аријана Фонтана — Брзо клизање на кратким стазама, 500 м
- Микела Мојоли — Сноубординг, сноуборд крос
- Софија Гођа — Алпско скијање, спуст

### Сребро
- Федерико Пелегрино — Скијашко трчање, спринт појединачно
- Аријана Фонтана, Лучија Перети, Сесилија Мафеи, Мартина Валчепина — Брзо клизање на кратким стазама, штафета 3.000 м

### Бронза
- Доминик Виндиш — Биатлон, спринт
- Федерика Брињоне — Алпско скијање, велеслалом
- Никола Тумолеро — Брзо клизање, 10000м
- Лиза Витоци, Доротеа Вијерер, Лукас Хофер, Доминик Виндиш — Биатлон, мешовита штафета
- Аријана Фонтана — Брзо клизање на кратким стазама, 1000 м

## Учесници по спортовима
| Спорт                           | Мушкарци | Жене | Укупно |
| ------------------------------- | -------- | ---- | ------ |
| Алпско скијање                  | 11       | 9    | 20     |
| Биатлон                         | 5        | 6    | 11     |
| Боб                             | 4        | 0    | 4      |
| Брзо клизање                    | 6        | 3    | 9      |
| Брзо клизање на кратким стазама | 2        | 5    | 7      |
| Керлинг                         | 5        | 0    | 5      |
| Нордијска комбинација           | 4        | 0    | 4      |
| Санкање                         | 7        | 2    | 9      |
| Скелетон                        | 1        | 0    | 1      |
| Скијашки скокови                | 4        | 4    | 8      |
| Скијашко трчање                 | 8        | 7    | 15     |
| Слободно скијање                | 2        | 2    | 4      |
| Сноубординг                     | 9        | 5    | 14     |
| Уметничко клизање               | 5        | 6    | 11     |
| 14 спортова                     | 73       | 49   | 122    |